# Presidenti di Israele
I presidenti di Israele si sono succeduti a partire dal 1949. Il presidente (in Ebraico: נשיא המדינה, Nesi HaMedina, lett. presidente dello Stato) è il capo dello Stato e la sua funzione è puramente rappresentativa, giacché l'esercizio del potere esecutivo è integralmente delegato al primo ministro.

## Lista
| Presidente                                       | Presidente                                       | Presidente                                       | Partito                                          | Mandato                                          | Mandato                                          | Elezioni                                         |
| Presidente                                       | Presidente                                       | Presidente                                       | Partito                                          | Inizio                                           | Fine                                             | Elezioni                                         |
| Presidenti del Consiglio provvisorio dello Stato | Presidenti del Consiglio provvisorio dello Stato | Presidenti del Consiglio provvisorio dello Stato | Presidenti del Consiglio provvisorio dello Stato | Presidenti del Consiglio provvisorio dello Stato | Presidenti del Consiglio provvisorio dello Stato | Presidenti del Consiglio provvisorio dello Stato |
| ------------------------------------------------ | ------------------------------------------------ | ------------------------------------------------ | ------------------------------------------------ | ------------------------------------------------ | ------------------------------------------------ | ------------------------------------------------ |
|                                                  |                                                  | David Ben Gurion (1886-1973)                     | Mapai                                            | 14 maggio 1948                                   | 16 maggio 1948                                   | –                                                |
|                                                  |                                                  | Chaim Weizmann (1874-1952)                       | Sionisti Generali                                | 16 maggio 1948                                   | 17 febbraio 1949                                 | –                                                |
| Presidenti                                       |                                                  |                                                  |                                                  |                                                  |                                                  |                                                  |
|                                                  |                                                  | Chaim Weizmann (1874-1952)                       | Sionisti Generali                                | 17 febbraio 1949                                 | 9 novembre 1952 †                                | 1949, 1951                                       |
|                                                  |                                                  | Itzhak Ben-Zvi (1884-1963)                       | Mapai                                            | 16 dicembre 1952                                 | 23 aprile 1963 †                                 | 1952, 1957, 1962                                 |
|                                                  |                                                  | Zalman Shazar (1889-1974)                        | Mapai                                            | 21 maggio 1963                                   | 24 maggio 1973                                   | 1963, 1968                                       |
|                                                  |                                                  | Ephraim Katzir (1916-2009)                       | Laburista                                        | 24 maggio 1973                                   | 29 maggio 1978                                   | 1973                                             |
|                                                  |                                                  | Yitzhak Navon (1921-2015)                        | Laburista                                        | 29 maggio 1978                                   | 5 maggio 1983                                    | 1978                                             |
|                                                  |                                                  | Chaim Herzog (1918-1997)                         | Laburista                                        | 5 maggio 1983                                    | 13 maggio 1993                                   | 1983, 1988                                       |
|                                                  |                                                  | Ezer Weizman (1924-2005)                         | Laburista                                        | 13 maggio 1993                                   | 13 luglio 2000                                   | 1993, 1998                                       |
|                                                  |                                                  | Moshe Katsav (1945)                              | Likud                                            | 1º agosto 2000                                   | 1º luglio 2007                                   | 2000                                             |
|                                                  |                                                  | Shimon Peres (1923-2016)                         | Kadima                                           | 15 luglio 2007                                   | 24 luglio 2014                                   | 2007                                             |
|                                                  |                                                  | Reuven Rivlin (1939)                             | Likud                                            | 24 luglio 2014                                   | 7 luglio 2021                                    | 2014                                             |
|                                                  |                                                  | Isaac Herzog (1960)                              | Laburista                                        | 7 luglio 2021                                    | in carica                                        | 2021                                             |